# Homosexualität in Marokko

Geografische Lage von Marokko

Homosexualität in Marokko, speziell homosexuelle Handlungen, sind unter Strafe gestellt, allerdings kommt es nur zu einer staatlichen Verfolgung, wenn sie in der Öffentlichkeit ausgeübt werden. 

## Rechtslage
Laut Artikel 489 des Strafgesetzbuches sind homosexuelle Handlungen in Marokko illegal und können mit einer Haftstrafe von sechs Monaten bis zu drei Jahren und einer Geldstrafe von 120 bis 1200 Dirham bestraft werden. Dennoch wird homosexueller Verkehr besonders in Urlaubsgebieten praktiziert und gegen Geld angeboten. Bestraft wird seit mehr als 2 Jahren nur noch die öffentliche Ausübung. Wenn Anzeige gegen einen Homosexuellen erstellt wird, wird dieser von der Polizei um Geld erpresst und wieder freigelassen. Auf Druck von muslimischer Seite wurde das Gesetz jedoch Anfang der 2000er wieder verstärkt angewendet. 2004 wurden ein 66-jähriger Brite und ein 18-jähriger Marokkaner unter dem Schutzalter zu jeweils einem Jahr Gefängnis verurteilt, da sie ihre Homosexualität in der Öffentlichkeit zeigten.
Oftmals kommt es zu Festnahmen marokkanischer Callboys, wobei europäische Freier in den seltensten Fällen ebenfalls verhaftet werden.
Ein Gericht in Marrakesch verurteilte im Jahr 2006 13 Männer, die an einem Set für einen schwulen Pornografiefilm beteiligt waren, zu insgesamt 30 Jahren Haft, von sechs Monaten bis zu sechs Jahren für die einzelnen Angeklagten.

## Antidiskriminierungsgesetze
Es existiert kein Antidiskriminierungsgesetz in Marokko.

## Lebenspartnerschaften
Eine staatliche Anerkennung von gleichgeschlechtlichen Paaren besteht infolge der Illegalität nicht.

## Gesellschaftliche Situation
Gesellschaftlich werden homosexuelle Handlungen als unmoralisch betrachtet und als Tabuthema behandelt. Beziehungen zwischen gleichgeschlechtlichen Paaren werden in Marokko auf Grund der staatlichen und gesellschaftlichen Verfolgung normalerweise nicht in der Öffentlichkeit gezeigt.